# 大川城
大川城（おおかわじょう）は、愛知県岡崎市大高味町にあった日本の城。「大河城」とも書かれるが、地元では「大川城」と表記されることが多い。

## 概要
城主は熊谷武蔵守の家臣・竹内九藤平。また、額田麻生氏とも書かれている。遺構は削平地と墓地が残されている。

## 歴史
1556年（弘治2年）における日近合戦の戦場のひとつとされており、松平軍の本陣が置かれたとする説もある。城主の竹内九藤平はこの合戦で命を落とし、城はそのまま廃城となった。